# Kalcitonin
Kalcitonin ili tirokalcitonin je linearni polipeptidni hormon sa 32 aminokiseline, koji se proizvodi u perafolikularnim ćelijama (C-ćelijama) štitaste žlezde i ima ulogu u regulaciji koncentracije kalcijuma u krvi. Njegovim dejstvom se redukuje nivo krvnog kalcijuma (Ca2+), što je suprotno dejstvu paratiroidnog hormona (PTH).
Kalcitonin je prisutan kod riba, reptila, ptica, i sisara. Njegov značaj kod ljudi nije poznat u meri u kojoj je to slučaj kod životinja, pošto njegovo dejstvo obično nije značajno za regulaciju normalne homeostaze kalcijuma. On pripada familiji proteina sličnih kalcitoninu.

## Građa i sinteza
Kalcitonin su otkrili Kop i Kameron 1961. godine i najpre je nazvan tireokalcin. To je polipeptid sagrađen iz 32 aminokiseline, molekulske mase oko 5.000. Proizvodi se u štitastoj žlezdi, u specijalnom parafolikularnim ili C ćelijama. Najpre se sintetiše znatno veći molekul, prethodnik ovom hormonu ili prohormon molekulske mase oko 15.000 iz koga se daljom modifikacijom dobija kalcitonin.

## Dejstvo
- Kalcitonin učestvuje u regulaciji koncentracije kalcijuma u krvi (uz parathormon i vitamin D). On sprečava resorpciju kalcijuma iz kostiju tako što inhibiše ćelije, osteoklaste, koje razgrađuju kosti i na taj način se smanjuje koncentracija kalcijuma u krvi. Ima suprotno dejstvo parathormonu.[6] Kosti su mahom sastavljene iz soli kalcijuma, u manjoj meri magnezijuma i fosfata, tako da se njihovom razgradnjom u krv oslobađaju pomenute supstance.[7]
- Kalcitonin takođe u manjoj meri smanjuje resorpciju kalcijuma u bubrežnim tubulima i crevu.

Veći efekat se ostvaruje kod dece, kada može izazvati brzo smanjenje koncentracije u krvi, dok je kod odraslih, sa sporijim metabolizmom kostiju dejstvo ovog hormona dosta slabo.

## Mehanizam dejstva
Kelcitonin je peptidni hormon i kao takav vezuje se za receptore na ćelijskoj membrani ciljnih ćelija (najviše ih ima u koštanom tkivu). Vezivanjem ovog hormona za receptore aktivira se enzim adenil ciklaza, koja iz ATP-a stvara cAMP. CAPM funkcioniše kao sekundarni (intracelularni) glasnik i prenosi informacije do jedra, gde se aktiviraju i inhibišu razni procesi transkripcije.

## Regulacija
Hiperkalcemija (povećana koncentracija kalcijuma u krvi) stimuliše, a hipokalcemija (smanjena konc. kalcijuma u kevi) inhibiše sekreciju ovog hormona.

## Poremećaji
- Povećano oslobađanje kalcitonina se sreće kod nekih tumora npr. medularnog tumora štitaste žlezde.
- Kalcitonin se koristi u lečenju osteoporoze, Padžetove bolesti i nekih hiperkalcemijskih stanja.

## Literatura
- Koraćević D, Bjelaković G, Đorđević V (2006). Biohemija (3 изд.). Savremena administracija. ISBN 86-387-0622-7.
- MacIntyre I, Alevizaki M, Bevis PJ, Zaidi M (1987). „Calcitonin and the peptides from the calcitonin gene”. Clin. Orthop. Relat. Res. (217): 45—55. PMID 3549095. doi:10.1097/00003086-198704000-00007.
- Di Angelantonio S; Giniatullin, R.; Costa, V.;  . (2004). „Modulation of neuronal nicotinic receptor function by the neuropeptides CGRP and substance P on autonomic nerve cells”. Br. J. Pharmacol. 139 (6): 1061—73. PMC 1573932 . PMID 12871824. doi:10.1038/sj.bjp.0705337.
- Findlay DM, Sexton PM (2005). „Calcitonin”. Growth Factors. 22 (4): 217—24. PMID 15621724. doi:10.1080/08977190410001728033.
- Sponholz C, Sakr Y, Reinhart K, Brunkhorst F (2007). „Diagnostic value and prognostic implications of serum procalcitonin after cardiac surgery: a systematic review of the literature”. Critical care (London, England). 10 (5): R145. PMC 1751067 . PMID 17038199. doi:10.1186/cc5067.
- Schneider HG, Lam QT (2007). „Procalcitonin for the clinical laboratory: a review”. Pathology. 39 (4): 383—90. PMID 17676478. doi:10.1080/00313020701444564.
- Grani, G; Nesca, A; Del Sordo, M; Calvanese, A; Carbotta, G; Bianchini, M; Fumarola, A (2012). „Interpretation of serum calcitonin in patients with chronic autoimmune thyroiditis.”. Endocrine-related cancer. Bioscientifica. 19 (3): 345—9. PMID 22399011. doi:10.1530/ERC-12-0013.

|  | Molimo Vas, obratite pažnju na važno upozorenje u vezi sa temama iz oblasti medicine (zdravlja). |